# Série 1020
Un locotracteur série 1020 est un matériel roulant ferroviaire de type locotracteur de manœuvre, construit, en petite série, par la société Gaston Moyse pour les Caminhos de ferro portugueses.

## Histoire
Cinq locotracteurs de la série 1020, ont été construits par l'entreprise Locotracteurs Gaston Moyse, avec un moteur diesel-électrique Deutz et des freins Whestinghouse. Ils sont livrés aux Caminhos de ferro portugueses en 1968.
Arrivés en fin de service, quatre ont été détruits et un cinquième a été rénové puis vendu à l'entreprise Ferrovías qui exploite des concessions en Argentine et au Pérou.